# Лобысевич, Иван Петрович
Иван Петрович Лобысевич (1798—1865) — генерал-лейтенант, начальник артиллерии Оренбургского края.

## Биография
Родился 19 (30) октября 1798 года в семье чиновника, баснописца-любителя Лобысевича Пётра Павловича. Его дядя Лобысевич, Григорий Павлович генерал-лейтенант по адмиралтейству.
По окончании курса во 2-м кадетском корпусе он в 1816 году поступил прапорщиком в 25-ю артиллерийскую бригаду.
В турецкую войну 1828 году он участвовал в сражениях при Турно, Орлашинде и Рахове и за отличие в этих делах был награждён орденами Св. Анны 3-й степени с бантом (1828) и Св. Владимира 4-й степени с бантом (1829).
Вслед за тем Лобысевич в 1833 году был произведён в подполковники и одиннадцать лет состоял командиром батареи в 10-й артиллерийской бригаде. Император Николай I во время смотра войск в 1835 году под Белой Церковью (в Киевской губернии) в самых лестных словах благодарил его за отличное состояние батареи. 29 ноября 1837 года Лобысевич, за беспорочную выслугу 25 лет в офицерских чинах, был удостоен ордена св. Георгия 4-й степени (№ 5581 по кавалерскому списку Григоровича — Степанова).
С 1844 по 1854 год Лобысевич служил на Кавказе, где неоднократно принимал участие в делах с горцами, в 1845 году произведён в полковники; затем, произведённый в 1855 году в генерал-майоры, до 1857 года командовал запасной бригадой 4-й артиллерийской дивизии, а в 1858 году был назначен начальником артиллерии Оренбургского края. В конце 1864 года, окончив смотр одной из частей артиллерии, Лобысевич, садясь в дрожки, случайно сломал себе ногу, которую пришлось отнять. Это обстоятельство заставило его в июле 1865 года подать в отставку, но в отставке он был недолго: 3 ноября того же года он скончался в Оренбурге.
Его сын, Фёдор, был подполковником и известным военным историком, автором сочинений по истории Туркестана и Среднеазиатских походов русской армии. Другой сын, Александр, отставной поручик, упоминавшийся в газете «Симбирские губернские ведомости» 27 октября 1879 года в связи с находкой им метеорита. 